# Brookneal
Brookneal is een plaats (town) in de Amerikaanse staat Virginia, en valt bestuurlijk gezien onder Campbell County.

## Demografie
Bij de volkstelling in 2000 werd het aantal inwoners vastgesteld op 1259.
In 2006 is het aantal inwoners door het United States Census Bureau geschat op 1253, een daling van 6 (-0,5%).

## Geografie
Volgens het United States Census Bureau beslaat de plaats een oppervlakte van
9,4 km², waarvan 9,1 km² land en 0,3 km² water. Brookneal ligt op ongeveer 200 m boven zeeniveau.

## Plaatsen in de nabije omgeving
De onderstaande figuur toont nabijgelegen plaatsen in een straal van 32 km rond Brookneal.